# قائمة الأفلام المتصدرة شباك التذاكر الأمريكي عام 2016
قائمة الأفلام المتصدرة شباك التذاكر الأمريكي عام 2016 هي الأفلام التي احتلت المركز الأول في شباك التذاكر الأمريكي أثناء عُطل نهاية الأسبوع لعام 2016.

## الأفلام الأولى
|    | التاريخ        | فيلم                                 | جنى         | ملاحظات | مراجع                |
| -- | -------------- | ------------------------------------ | ----------- | --- | -------------------- |
| 1  | 3 يناير 2016   | حرب النجوم: القوة تنهض               | 90,241,673  | حطم فيلم حرب النجوم: القوة تنهض الرقم القياسي لأفاتار (68.4 مليون دولار) لأعلى ثالث إجمالي ربح في نهاية الأسبوع على الإطلاق والقناص الأمريكي (89.2 مليون دولار) لأعلى إجمالي ربح في نهاية الأسبوع في يناير. | [ 2 ]                |
| 2  | 10 يناير 2016  | حرب النجوم: القوة تنهض               | 42,353,785  | | [ 3 ]                |
| 3  | 17 يناير 2016  | جولة مع شرطي 2                       | 35,243,095  | | [ 4 ] [ 5 ]          |
| 4  | 24 يناير 2016  | العائد                               | 16,009,718  | وصل فيلم العائد إلى المركز الأول في عطلة نهاية الأسبوع الثالثة. | [ 6 ]                |
| 5  | 31 يناير 2016  | كونغ فو باندا 3                      | 41,282,042  | حطم فيلم كونغ فو باندا 3 الرقم القياسي لـعملية الجوز (19.4 مليون دولار) لأكبر فيلم رسوم متحركة في يناير. | [ 7 ]                |
| 6  | 7 فبراير 2016  | كونغ فو باندا 3                      | 21,242,181  | | [ 8 ]                |
| 7  | 14 فبراير 2016 | ديدبول                               | 132,434,639 | | [ 9 ] [ 10 ]         |
| 8  | 21 فبراير 2016 | ديدبول                               | 56,470,167  | | [ 11 ]               |
| 9  | 28 فبراير 2016 | ديدبول                               | 31,115,195  | أصبح فيلم ديدبول أول فيلم لعام 2016 يتصدر شباك التذاكر لثلاث عطلات نهاية أسبوع متتالية. | [ 12 ]               |
| 10 | 6 مارس 2016    | زوتوبيا                              | 75,063,401  | حطم زوتوبيا الرقم القياسي لـ لوراكس (70.2 مليون دولار) لأكبر افتتاح في شهر مارس لفيلم رسوم متحركة. | [ 13 ]               |
| 11 | 13 مارس 2016   | زوتوبيا                              | 51,339,887  | خلال الأسبوع، أصبح زوتوبيا فيلم الرسوم المتحركة العاشر الذي حقق أكثر من 300 مليون دولار. | [ 14 ]               |
| 12 | 20 مارس 2016   | زوتوبيا                              | 37,164,158  | أصبح فيلمي زوتوبيا وديدبول أول فيلمين يفوزان بثلاثة نهايات عطل أسبوع متتالية منذ جولة مع شرطي وفيلم ليغو في عام 2014. أصبح زوتوبيا ثاني فيلم رسوم متحركة يتصدر شباك التذاكر لثلاثة عطلات نهاية أسبوع متتالية بعد فيلم ليغو. | [ 15 ]               |
| 13 | 27 مارس 2016   | باتمان ضد سوبرمان: فجر العدالة       | 166,007,347 | حطم باتمان ضد سوبرمان: فجر العدالة حطم الأرقام القياسية ل مباريات الجوع (152.5 مليون دولار) لأعلى ظهور في نهاية الأسبوع في مارس والربيع. وحطم رقم القياسي لمنتقمون (392.5 مليون دولار) في عطلة نهاية الأسبوع الافتتاحية بمبلغ 422.5 مليون دولار في جميع أنحاء العالم.                                                                                      | [ 16 ] [ 17 ]        |
| 14 | 3 أبريل 2016   | باتمان ضد سوبرمان: فجر العدالة       | 51,335,254  | خلال الأسبوع، أصبح ديدبول ثاني أعلى فيلم ربح من فئة R على الإطلاق (355.1 مليون دولار) بعد آلام المسيح (370.7 مليون دولار). | [ 18 ] [ 19 ]        |
| 15 | 10 أبريل 2016  | الرئيسة                              | 23,586,645  | | [ 20 ]               |
| 16 | 17 أبريل 2016  | كتاب الأدغال                         | 103,261,464 | | [ 21 ]               |
| 17 | 24 أبريل 2016  | كتاب الأدغال                         | 61,538,821  | | [ 22 ]               |
| 18 | 1 مايو 2016    | كتاب الأدغال                         | 43,714,706  | | [ 23 ]               |
| 19 | 8 مايو 2016    | كابتن أمريكا: الحرب الأهلية          | 179,139,142 | حطم كابتن أمريكا: الحرب الأهلية الرقم القياسي ل آيرون مان 3 (174.1 مليون دولار) لأعلى ظهور في نهاية الأسبوع لفيلم في عالم مارفل السينمائي. كان لديه أعلى ظهور لأول مرة في نهاية الأسبوع في عام 2016. | [ 24 ]               |
| 20 | 15 مايو 2016   | كابتن أمريكا: الحرب الأهلية          | 72,637,142  | | [ 25 ]               |
| 21 | 22 مايو 2016   | أنجري بيردز الفيلم                   | 38,155,177  | | [ 26 ]               |
| 22 | 29 مايو 2016   | رجال-إكس: نهاية العالم               | 65,769,562  | | [ 27 ] [ 28 ]        |
| 23 | 5 يونيو 2016   | سلاحف النينجا: الخروج من الظلال      | 35,316,382  | | [ 29 ]               |
| 24 | 12 يونيو 2016  | الشعوذة 2                            | 40,406,314  | | [ 30 ]               |
| 25 | 19 يونيو 2016  | البحث عن دوري                        | 135,060,273 | حطم البحث عن دوري (54.7 مليون دولار) في يوم الافتتاح الرقم القياسي المينيون (46 مليون دولار) لأعلى إجمالي يوم افتتاح لفيلم رسوم متحركة. كما حطمت الرقم القياسي لـحكاية لعبة 3 (110.3 مليون دولار) لأعلى ظهور في نهاية الأسبوع لأفلام الرسوم المتحركة التابعة لبيكسار وأرقام شريك الثالث (121.6 مليون دولار) لأعلى ظهور في نهاية الأسبوع لفيلم رسوم متحركة. | [ 31 ]               |
| 26 | 26 يونيو 2016  | البحث عن دوري                        | 72,959,954  | حطم الفيلم الرقم القياسي لـشريك 2 (72.1 مليون دولار) لأعلى ظهور لثاني مرة لفيلم رسوم متحركة في عطلة نهاية أسبوع. | [ 32 ]               |
| 27 | 3 يوليو 2016   | البحث عن دوري                        | 41,817,176  | حطم الفيلم الرقم القياسي لـ شريك 2 (37.9 مليون دولار) لأعلى ظهور لثالث مرة لفيلم رسوم متحركة في عطلة نهاية أسبوع وأصبح أسرع فيلم رسوم متحركة على الإطلاق يصل إلى 300 مليون دولار. وأصبح أيضًا أول فيلم رسوم متحركة يتصدر شباك التذاكر لمدة ثلاثة عطلات نهاية أسبوع متتالية بعد زوتوبيا.                                                                     | [ 33 ] [ 34 ]        |
| 28 | 10 يوليو 2016  | الحياة السرية للحيوانات الأليفة      | 104,352,905 | حطم الحياة السرية للحيوانات الأليفة رقم قلبا وقالبا (90.4 مليون دولار) لأعلى ظهور في نهاية الأسبوع لفيلم أصلي وفيلم رسوم متحركة غير تكميلي. | [ 35 ]               |
| 29 | 17 يوليو 2016  | الحياة السرية للحيوانات الأليفة      | 50,838,355  | | [ 36 ]               |
| 30 | 24 يوليو 2016  | ستار تريك بيوند                      | 59,253,211  | | [ 37 ]               |
| 31 | 31 يوليو 2016  | جيسون بورن                           | 59,215,365  | | [ 38 ]               |
| 32 | 7 أغسطس 2016   | الفرقة الانتحارية                    | 133,682,248 | حطم فيلم الفرقة الانتحارية الرقم القياسي لـحراس المجرة (94.3 مليون دولار) لأعلى ظهور في نهاية الأسبوع في أغسطس. | [ 39 ]               |
| 33 | 14 أغسطس 2016  | الفرقة الانتحارية                    | 43,536,013  | | [ 40 ]               |
| 34 | 21 أغسطس 2016  | الفرقة الانتحارية                    | 20,855,401  | | [ 41 ]               |
| 35 | 28 أغسطس 2016  | لا تتنفس                             | 26,411,706  | | [ 42 ]               |
| 36 | 4 سبتمبر 2016  | لا تتنفس                             | 15,833,223  | | [ 43 ] [ 44 ]        |
| 37 | 11 سبتمبر 2016 | سولي                                 | 35,028,301  | | [ 45 ]               |
| 38 | 18 سبتمبر 2016 | سولي                                 | 21,653,017  | | [ 46 ]               |
| 39 | 25 سبتمبر 2016 | السبعة الرائعون                      | 34,703,397  | | [ 47 ]               |
| 40 | 2 أكتوبر 2016  | منزل الآنسة بيرغرين للأطفال المميزين | 28,871,140  | | [ 48 ]               |
| 41 | 9 أكتوبر 2016  | فتاة القطار                          | 24,536,265  | | [ 49 ] [ 50 ]        |
| 42 | 16 أكتوبر 2016 | المحاسب                              | 24,710,273  | | [ 51 ]               |
| 43 | 23 أكتوبر 2016 | بو! ايه ماديا هالوين                 | 28,501,448  | | [ 52 ]               |
| 44 | 30 أكتوبر 2016 | بو! ايه ماديا هالوين                 | 17,220,312  | | [ 53 ]               |
| 45 | 6 نوفمبر 2016  | دكتور سترينج                         | 85,058,311  | | [ 54 ]               |
| 46 | 13 نوفمبر 2016 | دكتور سترينج                         | 42,970,065  | | [ 55 ]               |
| 47 | 20 نوفمبر 2016 | وحوش مذهلة وأين تجدها                | 74,403,387  | | [ 56 ]               |
| 48 | 27 نوفمبر 2016 | موانا                                | 56,631,401  | | [ 57 ] [ 58 ] [ 59 ] |
| 49 | 4 ديسمبر 2016  | موانا                                | 28,270,989  | | [ 60 ]               |
| 50 | 11 ديسمبر 2016 | موانا                                | 18,533,804  | أصبح فيلم موانا أول فيلم رسوم متحركة تصدر شباك التذاكر لثلاث عطلات نهاية أسبوع متتالية بعد فيلم البحث عن دوري. | [ 61 ]               |
| 51 | 18 ديسمبر 2016 | روج ون: قصة من حرب النجوم            | 155,081,681 | حطم روج ون: قصة من حرب النجوم الرقم القياسي لـالمينيون (115.7 مليون دولار) لأعلى ظهور لأول مرة في نهاية الأسبوع. | [ 62 ]               |
| 52 | 25 ديسمبر 2016 | روج ون: قصة من حرب النجوم            | 64,033,768  | | [ 63 ] [ 64 ]        |
| 53 | 1 يناير 2017   | روج ون: قصة من حرب النجوم            | 49,609,002  | أصبح فيلمي روج ون: قصة من حرب النجوم وموانا أول فيلمين يتصدران شباك التذاكر لثلاث عطلات نهاية أسبوع متتالية على الأقل بعد ديدبول وزوتوبيا. | [ 65 ] [ 66 ]        |

## الأفلام الأعلى ربحًا
أعلى الأفلام ربحًا لعام 2016.
| المرتبة | الفيلم                          | الاستديو                | المخرج                | الربح       |
| ------- | ------------------------------- | ----------------------- | --------------------- | ----------- |
| 1.      | البحث عن دوري                   | استوديوهات والت ديزني   | أندرو ستانتون         | 486,295,561 |
| 2.      | روج ون: قصة من حرب النجوم       | استوديوهات والت ديزني   | غاريث إدواردز         | 408,235,850 |
| 3.      | كابتن أمريكا: الحرب الأهلية     | استوديوهات والت ديزني   | الأخوان روسو          | 408,084,349 |
| 4.      | الحياة السرية للحيوانات الأليفة | يونيفرسال بيكشرز        | كريس ريناود           | 368,384,330 |
| 5.      | كتاب الأدغال                    | استوديوهات والت ديزني   | جون فافرو             | 364,001,123 |
| 6.      | ديدبول                          | توينتيث سينشوري ستوديوز | تيم ميلر              | 363,042,311 |
| 7.      | زوتوبيا                         | استوديوهات والت ديزني   | بيرون هوارد وريتش مور | 341,268,248 |
| 8.      | باتمان ضد سوبرمان: فجر العدالة  | وارنر براذرز بيكتشرز    | زاك سنايدر            | 330,360,194 |
| 9.      | الفرقة الانتحارية               | وارنر براذرز بيكتشرز    | ديفيد آير             | 325,100,054 |
| 10.     | حرب النجوم: القوة تنهض          | استوديوهات والت ديزني   | جاي جاي أبرامز        | 283,676,870 |